# Cova de Feldhof

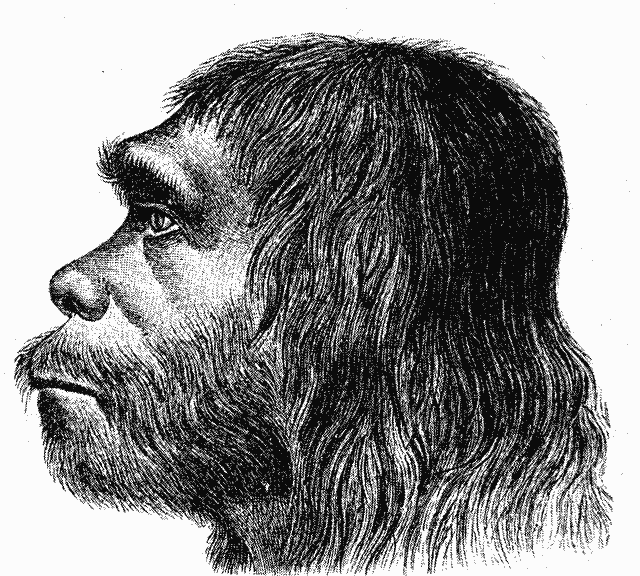
La primera reconstrucció d'un neandertal el 1888

La Cova de Feldhof o Kleine Feldhofer Grotte (alemany: 'Petita gruta de Feldhofer') és un jaciment arqueològic i paleoantropològic d'Alemanya.

## Ubicació
Es troba a la Vall de Neandertal, un antic congost del riu Düssel (destruït des del 1849 fins al 1940), entre Wuppertal i Düsseldorf, i es feu famosa perquè s'hi va trobar el fòssil anomenat Neandertal 1 el 1856, l'espècimen que donà a conéixer l'humà de Neandertal.
És una petita cova dins del grup de nou coves que hi ha a la vall. La Cova de Feldhof n'és al vessant sud. El nom de la cova es deu a la proximitat a una àmplia granja de Feldhof.
En paraules de Charles Lyell:
Em referisc al crani trobat al 1857.
Totes les restes tretes de la cova per a buidar-la es llençaren en algun lloc de la vall que servia com a femer miner de la zona (no sols de la cova), la localització de la qual es va perdre, i només es van conservar els ossos de Neanderthal 1, i el jaciment no va poder ser ben datat.

## Noves excavacions
Al 1997, però, Schmitz i l'arqueòleg Jürgen Thissen buscaren i van trobar la localització d'aquest femer. Hi aparegueren restes de fauna i flora, més ossos humans, i estris micoquians i gravetians, la qual cosa implicava la presència de neandertals, i d'Homo sapiens, per això calia anar amb compte amb la classificació dels nous fòssils. Part de les restes d'aquest dipòsit corresponien a la Cova de Feldhof gràcies a uns fragments que corresponien a Neanderthal 1.
En el 2000, es feren noves excavacions a la zona.

## Datació
Gràcies a les restes de fauna i flora i d'indústria lítica, i a la datació per radiocarboni, el context del jaciment i de Neandertal 1 es va datar, en el 2002, del plistocé superior, en concret, té uns 40.000 anys d'antiguitat.

## Història del jaciment
La vall era un lloc d'interés per a la construcció, i durant l'explotació de la zona aparegueren unes restes fòssils que hui es coneixen com a Neandertal 1, atribuïdes al principi pels treballadors de la zona a restes d'ós. La cova fou destruïda i oblidada l'any 1900.